# Geschiedenis van Ethiopië

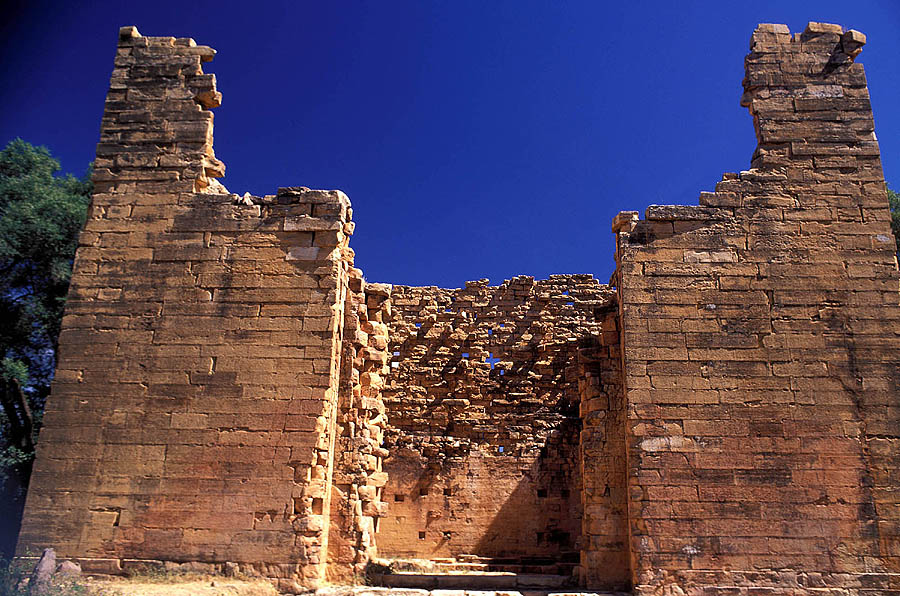
De tempel van Yeha uit circa de 8e eeuw v.Chr. en mogelijk een van de oudste gebouwen van Ethiopië

Ethiopië is het oudste onafhankelijke land van Afrika, met zowat de langste opgetekende geschiedenis ter wereld. Tot aan de Tweede Wereldoorlog stond Ethiopië bekend onder de naam "Abessinië", hoewel het Keizerrijk Ethiopië reeds voor die tijd de officiële naam was van het land.

## Prehistorie
De prehistorie van Ethiopië gaat terug tot het begin van de mensheid en het ontstaan van de  anatomisch moderne mens. Archeologische ontdekkingen hebben fossiel bewijs opgeleverd van vroege menselijke successie, waaronder de mensachtigen Australopithecus afarensis (3,2 miljoen BP) en Ardipithecus ramidus (4,4 miljoen BP).

## Oudheid
Volgens de legendes zou de mensheid in Ethiopië zijn ontstaan. Samen met Eritrea en het zuidoostelijke deel van de kust van de Rode Zee die behoort aan Soedan, wordt dit beschouwd als de meest waarschijnlijke locatie van het land Poent, dat vernoemd werd in de Egyptische cultuur en voor het eerst vermeld werd in de 25e eeuw v.Chr.. Het begin van een staat in dit gebied kwam er in 980 v.Chr., wat ook gebruikt wordt als de legendarische stichtingsdatum van het land.
Volgens overlevering waren de vroegste heersers afstammelingen van Bijbelse koning Salomo, die een romance zou hebben gehad met de koningin van Sheba (Sheba ligt in Jemen, maar had een kolonie in Ethiopië). De uit deze relatie geboren Menelik was tussen 204 en 179 v.Chr. de heerser over het Koninkrijk Aksum. Oude Ethiopische kronieken vertellen uitvoerig over de affaire tussen Salomo en de koningin van Sheba.
In Het leven van Apollonius van Tyana van Philostratus (ca. 170 - ca. 247) staat, dat de Ethiopiërs uit India kwamen, nadat koning Ganga was gedood en ze moesten vluchten. Volgens Isis Ontsluierd (1877) van de theosofe Blavatsky kwamen 'Oost-Ethiopiërs' (Indiërs) via Iran en Arabië naar Misra (Caïro) en was hun leider Manu Vena dezelfde als Menes, de eerste menselijke farao van Egypte.

### Zagwedynastie
De geschiedenis van het onafhankelijke Abessinië begint met de dood van de laatste koning van Aksum, rond 1137. De Zagwedynastie nam toen tijdelijk de macht in handen. Hun macht reikte echter nooit verder dan de eigen etnische kern en in 1270 werd de Zagwedynastie omver geworpen door de keizer Yekuno Amlak die beweerde af te stammen van de koningen van Aksum. De door hem gestichte Salomonsdynastie regeerde tot in de late twintigste eeuw en het is onder deze dynastie dat de meeste modern geschiedenis van Ethiopië gevormd werd. Tijdens deze periode veroverde het rijk zo goed als wat nu het moderne Ethiopië en Eritrea is. Ze versloegen met succes de Arabische en Turkse legers die hen aanvielen en hadden goede relaties met sommige Europese grootmachten.

### Wedloop om Afrika

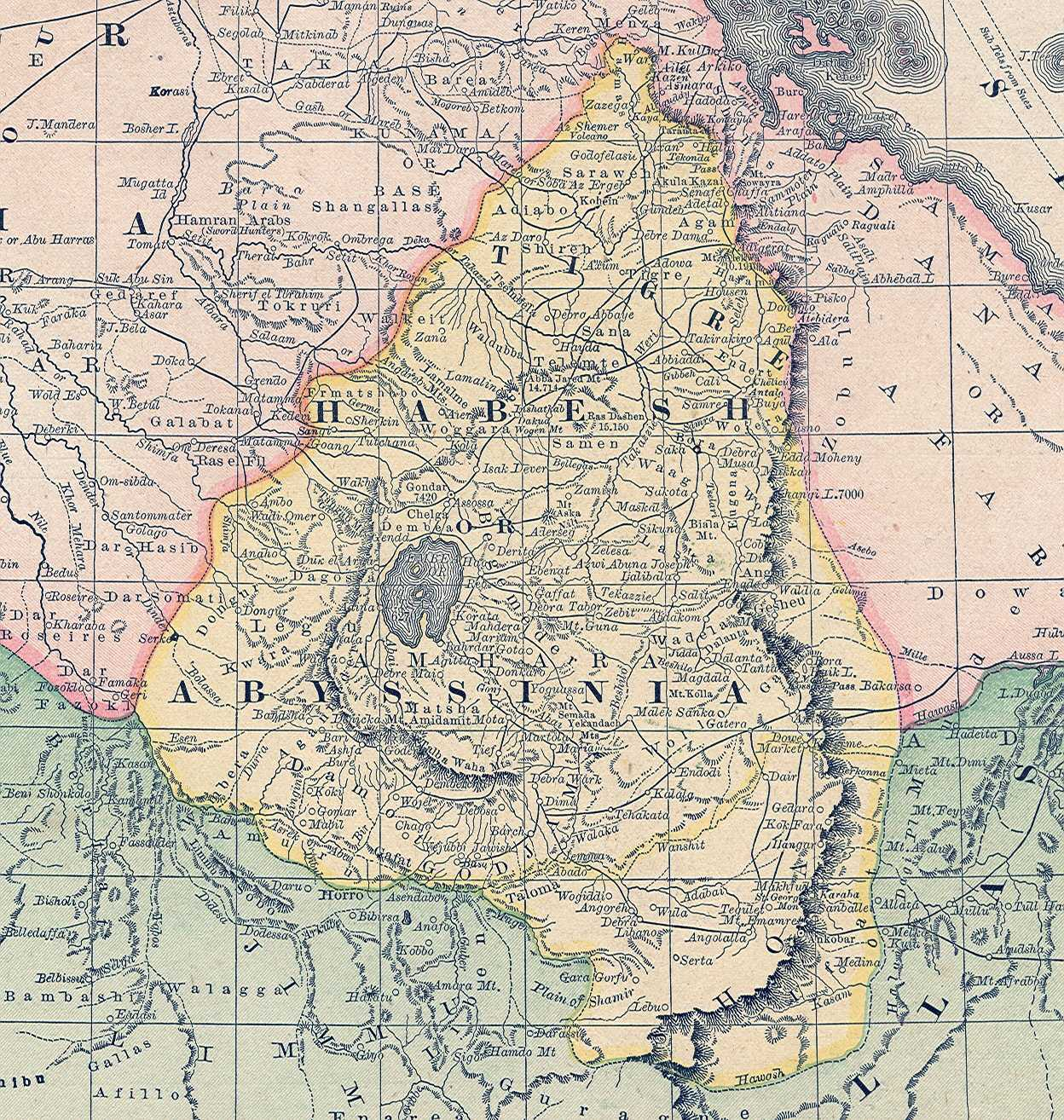
Kaart van Abbesinië uit de 19e eeuw

De jaren 1880 werden gemarkeerd door de wedloop om Afrika en de modernisering van Ethiopië. Conflicten met Italië resulteerden in de Slag bij Adwa in 1896, waarbij de Ethiopiërs de westerse wereld verrasten door de koloniale macht te verslaan en hun onafhankelijkheid te vrijwaren, dit onder de heerschappij van Menelik II. Deze slag was de eerste oorlog waarbij een Europese legermacht verloor van een Afrikaans leger. Italië en Ethiopië tekenden een voorlopig vredesverdrag op 26 oktober 1896.
In 1913 overleed keizer Menelik II. Zijn opvolger werd in 1916 afgezet, waarna prinses Zauditu de troon besteeg. De werkelijke macht kwam echter in handen te liggen van de edelman Haile Selassie, oftewel Ras Tafari, een neef van de keizerin en zoon van de hoge edelman Ras Makonnen. Ras in de Ethiopische militaire orde is soortgelijk aan die van generaal in de Westerse traditie. Ras Tafari werd regent. Keizerin Zauditu legde zich vooral toe op het herstel van kerken en monumenten en was zeer devoot maar ook vrij conservatief. Hoewel conservatief, wilde zij zich bevrijden van het regentschap en zelf regeren. Pas in 1928 wist keizerin Zauditu de macht naar zich toe te trekken. Ras Tafari ging hier niet mee akkoord, maar de keizerin benoemde hem tot negus (koning).
In 1930 probeerde de echtgenoot van de keizerin, prins Gugsa Welle, via een opstand ervoor te zorgen dat zijn vrouw de alleenheerschappij zou krijgen. Deze opstand werd echter door Tafari's troepen onderdrukt; de soldaten waren loyaal aan Tafari omdat deze het leger had gemoderniseerd. Gugsa Welle kwam om in de strijd en de keizerin overleed een dag later aan diabetes. Negus Tafari werd hierna gekroond als Nagusa Negast (koning der koningen, oftewel keizer) Haile Selassie van Ethiopië. Haile Selassie bouwde goede relaties op met Italië en reeds onder zijn regentschap wist Haile Selassie er met Italiaanse hulp voor te zorgen dat Ethiopië tot de Volkenbond toe trad.

## Italiaanse periode
In 1935 veranderde de verhouding tussen het Italië van Mussolini en het Ethiopië van Haile Selassie aanzienlijk. In 1935 viel Italië Ethiopië aan tijdens de Tweede Italiaans-Ethiopische Oorlog en wist het het Ethiopische leger in 1936 te verslaan. De Italianen gebruikten grootschalig mosterdgas in aanvallen op de burgerbevolking. Omdat zowel Italië als Ethiopië lid waren van de Volkenbond werd Italië geconfronteerd met beperkte economische sancties. Hieronder vielen echter niet voor oorlogsvoering essentiële producten als olie. De grote steden in Ethiopië werden door Italië bezet, maar het kwam niet tot een echte kolonisatie. Na zijn vlucht uit het land verbleef keizer Haile Selassie in ballingschap in Londen. In 1941, tijdens de Tweede Wereldoorlog, werd Ethiopië door de Britten op Italië veroverd. Zij ontvingen steun van een expeditieleger uit Belgisch-Congo dat op 8 juni 1941 de garnizoenstad Saio nabij de grens met het toenmalige Soedan innam.
Ethiopiërs zien de Italiaanse periode als een bezetting van enkele jaren, veel te kort om een koloniaal bestuur te organiseren.

## Na de hernieuwde onafhankelijkheid

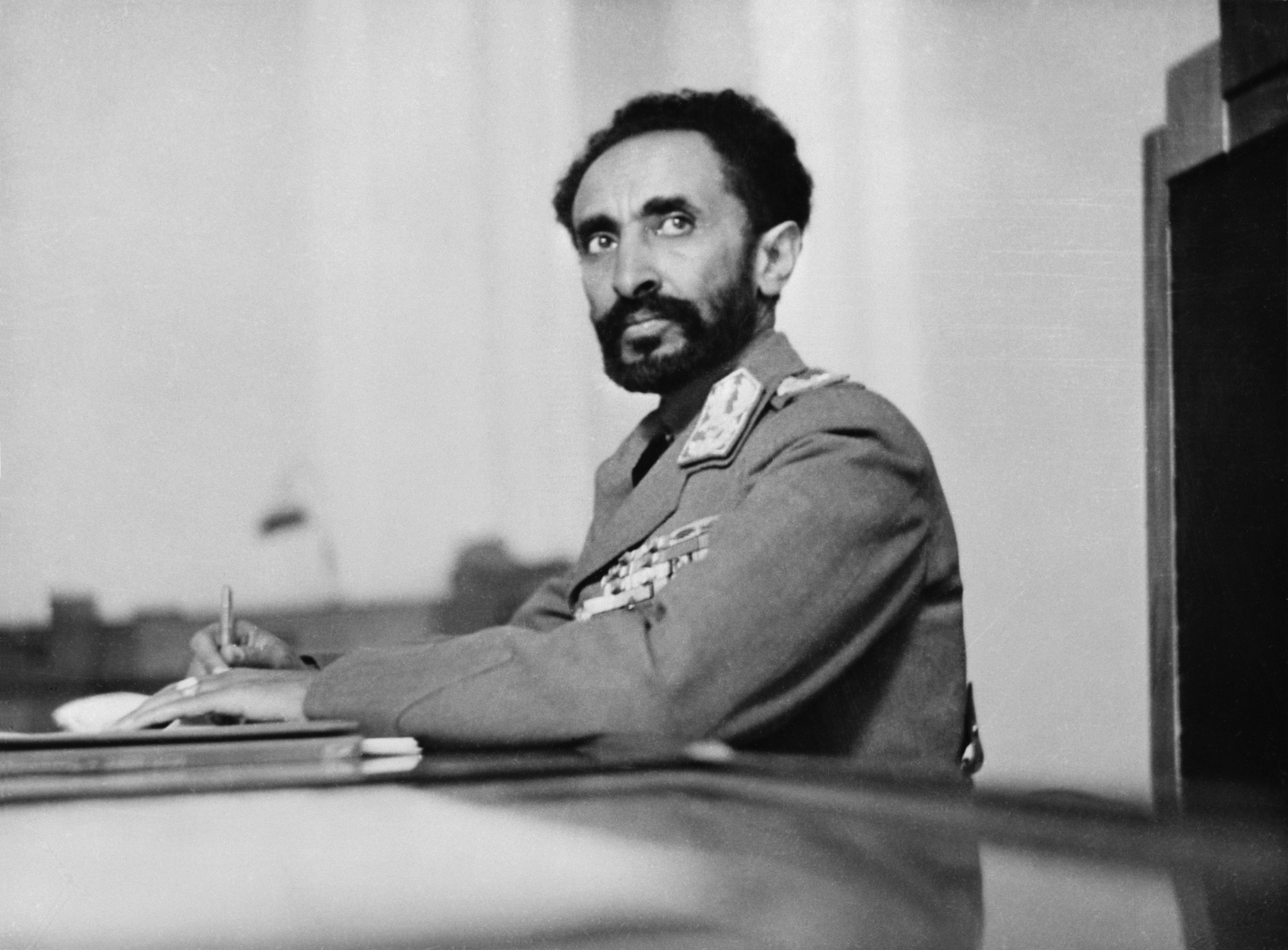
Haile Selassie in 1942

Ethiopië kreeg in 1941 zijn soevereiniteit weer terug en keizer Haile Selassie keerde terug en zette zijn moderniseringsbeleid voort.
In de jaren zestig werd Haile Selassie medeoprichter van de Organisatie voor Afrikaanse Eenheid. De keizer werd samen met de Ghanese president Kwame Nkrumah hét gezicht van het panafrikanisme. De jonge Afrikaanse staten baseerden hun nationale vlag veelal op de Ethiopische. Het aanzien dat de keizer in het buitenland verwierf, verwierf hij niet in het binnenland. Hoewel de keizer de eenheid van het land benadrukte, bevoordeelde hij de Amharen, de voornaamste en welvarendste bevolkingsgroep in Ethiopië. In 1960 pleegden leden van de keizerlijke lijfwacht een mislukte staatsgreep. Sindsdien waren er guerrillabewegingen actief tegen het keizerlijke bewind en streefde men naar een constitutionele monarchie.
Eritrea was ondertussen, begin jaren vijftig, bij Ethiopië gevoegd maar behield in eerste instantie een grote autonomie. In 1961 werd deze autonomie zonder raadpleging van de bevolking echter afgenomen. Dit leidde tot de Eritrese Onafhankelijkheidsoorlog, die tot 1991 zou duren en zou resulteren in een Ethiopische nederlaag. In 1993 werd Eritrea onafhankelijk en sindsdien heeft Ethiopië geen kustlijn meer.

## Communistische periode
In januari 1974 pleegden militairen een staatsgreep en installeerden een militaire raad, de Dergue of Derg. De nieuwe militaire machthebbers lieten de keizer een liberale premier benoemen. De meeste militairen binnen de Dergue waren aanhangers van een democratische monarchie en beschouwden de keizer nog steeds als staatshoofd. Radicale leden binnen de Dergue, zoals majoor Atnafu Abate en majoor Mengistu Haile Mariam pleegden op 12 september 1974 een staatsgreep en maakten een einde aan het bewind van kolonel Alem Zewd Tessema en sloten keizer Haile Selassie op in de gevangenis. Dergue-voorzitter, brigadegeneraal Tafari Benti, een gematigd man, werd waarnemend staatshoofd. Benti bleef contacten onderhouden met de keizer. In december 1974 schoven Abate en Mengistu brigadegeneraal Benti echter terzijde en kolonel Aman Mikael Andom werd waarnemend staatshoofd en Dergue-voorzitter. Op 21 maart 1975 werd de republiek uitgeroepen en werd Andom staatshoofd. Inmiddels was keizer Haile Selassie in de gevangenis (onder verdachte omstandigheden) overleden. Ook de Patriarch van de Ethiopisch-orthodoxe Kerk overleed, eveneens onder verdachte omstandigheden. Staatshoofd Andom (sinds 1975 tevens premier) kwam in februari 1977 om het leven tijdens een schietpartij. Kolonel Mengistu werd nu Dergue-voorzitter, premier en staatshoofd.
Kolonel Mengistu ontketende een "Rode Terreur" tegen de tegenstanders van het regime. Hij onderdrukte de monarchistische beweging en vervolgde de aanhangers van de socialistische Ethiopische Volksrevolutionaire Partij en de eveneens socialistische MEISON-beweging.
Mengistu voerde een communistisch bewind en werd gesteund door de Sovjet-Unie. In 1979 werd er door het regime een Ethiopische Arbeiderspartij in het leven geroepen, met Mengistu als voorzitter. Landhervormingen maakten een einde aan het grootgrondbezit. Kleine boeren en landlozen verkregen het vrijgekomen land, maar konden pas op overheidssteun rekenen wanneer zij zich in collectieven (de zgn. Verenigingen) verenigden. In de jaren tachtig was er sprake van een zeer ernstige hongersnood, waarbij enorm veel mensen om het leven kwamen.
Sinds 1977 was Ethiopië in oorlog met Somalië om het westen van Somalië (het Ogadengebied). Somalië ontving militaire steun van de Verenigde Staten en Ethiopië ontving militaire steun van de Sovjet-Unie en Cuba. Dankzij de militaire steun van communistische landen won Ethiopië de ogaden-oorlog en sloot het in 1988 vrede met Somalië. Sinds het begin van de jaren tachtig woedde er een burgeroorlog in Ethiopië. Het populaire Ethiopische Volksrevolutionaire Democratische Front (EPRDF) voerde een guerrilla tegen het communistische bewind in Addis Abeba. Ook was Ethiopië in oorlog met de Eritrese verzetsbewegingen die naar een onafhankelijk Eritrea streefden.
In 1987 werd de Democratische Volksrepubliek Ethiopië uitgeroepen met de Ethiopische Arbeiderspartij (EWP) als enige toegestane partij. Mengistu werd president en de Dergue werd opgeheven. Mengistu voerde een voorzichtige liberalisering van de economie door en zocht toenadering tot de kerkleiding en de moslimleiders.
Zolang de USSR Ethiopië militair steunde, lukte het het regime om enige controle te blijven uitoefenen. In 1989 stopte de USSR haar militaire steun en president Gorbatsjov van de Sovjet-Unie drong aan op een vredesoverleg met de Eritrese vrijheidsstrijders. De Verenigde Staten (sinds 1985 een bondgenoot van Ethiopië omdat het land moslimfundamentalisten weerde en een compensatieregeling had getroffen voor de geconfisqueerde Amerikaanse bedrijven) trad op als bemiddelaar tussen Ethiopië en Eritrea. In 1990 voerde president Mengistu de democratie in en legaliseerde oppositiepartijen. Het socialisme werd als ideologie losgelaten. De EWP werd de Ethiopische Eenheidspartij (EUP). In juli 1991 werd Addis Ababa door de EPRDF ingenomen en Mengistu vluchtte naar Zimbabwe. Daar zit hij nog altijd in ballingschap.

## Ethiopië als democratie
Er werd een overgangsregering gevormd met Meles Legesse Zenawi (geb. 1955), een socialistisch politicus van de EPRDF, als president. Langzaam maar zeker liberaliseerde hij de economie. De nieuwe grondwet van 1994 gaf de provincies verregaande autonomie. In 1996 werd Zenawi premier, het belangrijkste regeringsambt. De TPLF van Zenawi, die aanvankelijk voor onafhankelijkheid van Tigray vocht en later in een coalitie Addis Abeba veroverde, had nauwe banden met de EPLF, die voor een onafhankelijk Eritrea vocht. Later raakten de betrekkingen, nu tussen regeringsleiders, alsnog gespannen en vond er een oorlog tussen de twee landen plaats rond grensdemarcaties. Voorts heeft Zenawi Ethiopië veranderd van een eenheidsstaat in een federatie van 9 staten.

### Verkiezingen in 2005
Op 15 mei 2005 werden in Ethiopië voor het eerst verkiezingen gehouden waarop werd toegezien door internationale waarnemers. Zowel de regerende Ethiopian People's Revolutionary Democratic Front als de belangrijkste oppositiepartij, de Coalition for Unity and Democracy, claimen de overwinning. De EPRDF gaf toe dat alle 23 zetels voor Addis Abeba door de oppositie zijn gewonnen. Maar tegelijk beschuldigden beide partijen elkaar ervan gefraudeerd te hebben. Op de verkiezingsdag riep premier Zenawi de facto de noodtoestand uit en verbood demonstraties, vergaderingen en samenscholingen. Politie, leger en ordetroepen werden rechtstreeks onder zijn commando geplaatst. Toen de officiële verkiezingsuitslag te lang op zich liet wachten, gingen vooral studenten toch de straat op. Duizenden mensen werden opgepakt en gevangengezet. In Addis Abeba werden op 8 juni zeker 36 demonstranten door ordetroepen uit Zenawi's regio Tigray op straat doodgeschoten. De verkiezingswaarnemers van de Europese Unie en de Amerikaanse Carter Foundation zijn betrokken bij het onderzoek naar de fraudeklachten.
De internationale gemeenschap (zoals waarnemers van de Europese Unie) was kritisch over deze verkiezingen en zag grote onregelmatigheden bij de verkiezingen. Alhoewel deze onregelmatigheden niet volgens diezelfde waarnemers zouden hebben geleid tot een overwinning van de oppositie. De verkiezingscommissie van Ethiopië verklaarde echter dat de zittende regering de EPRDF had gewonnen. Dit leidde tot demonstraties van de oppositiepartijen en bevolking en uiteindelijk tot gewelddadigheden: tijdens confrontaties met de politie in juni en in november 2005 vielen honderden dodelijke slachtoffers. Op 2 november 2005 werden veel oppositieleden gearresteerd. Uiteindelijk besloot de oppositie toch deel te nemen aan de regering, alhoewel hun leiders nog gearresteerd zijn.

### Nieuw conflict met Somalië
Eind 2006 laaiden de spanningen met het buurland Somalië opnieuw op. Op maandag 25 december 2006 verklaarde Ethiopië de oorlog aan de Unie van Islamitische Rechtbanken. De Ethiopische regering besloot tot het bombarderen van de door islamisten bestuurde steden en de start- en landingsbaan van de internationale luchthaven van de Somalische hoofdstad Mogadishu. Met de hulp van Ethiopië keerden op 28 december 2006 overheidstroepen terug naar de Somalische hoofdstad Mogadishu. In het daaropvolgend offensief trokken de islamitische vechters zich terug naar het zuiden van Somalië waar ze werden ingesloten. Kenia sloot haar grens en oorlogsbodems van de Verenigde Staten bewaakten de kust.

### Sedert 2010
In 2012 werd premier Zenawi opgevolgd door Haile Mariam Desalegne, die aanbleef tot hij In 2018 werd opgevolgd door Abiy Ahmed. In november 2020 ontstond een conflict tussen de regio Tigray en federale overheid, met als gevolg een regelrechte oorlog in Tigray.

## Betrekkingen met Nederland

### Vroegste betrekkingen
De vroegste betrekkingen tussen Nederland en Ethiopië stammen uit de zeventiende eeuw. Ethiopië werd toen in Nederlandse bronnen aangeduid als het 'land van Priester Johannes' of het 'land van de Habshis'. In 1630 bijvoorbeeld wilde een van de directeuren van de Westindische Compagnie, Dirck van Helsdingen, een maatschappij voor handel met dit gebied opzetten, hetgeen effectief tegengewerkt werd door de Vereenigde Oostindische Compagnie (VOC). Via de VOC zijn in de zeventiende eeuw nog enkele contacten met het land die lopen via een afgezant van de koning genaamd Murad. In 1675 ontving de Nederlandse bevelhebber in Batavia, gouverneur-generaal Joan Maetsuycker, verschillende geschenken van de afgezant, waaronder twee zebra’s. Van werkelijke handel is in deze tijd weinig terechtgekomen. Wel stamt uit deze tijd het als oudste gift bekendstaande Nederlandse geschenk voor Ethiopië, namelijk een paar kerkklokken die in 1689 door de VOC hiervoor speciaal waren gegoten en terechtkwamen in de kerktoren van Debre Birhan.

### Twintigste eeuw
Aan het begin van de twintigste eeuw zijn de contacten nog steeds vrij oppervlakkig, maar sinds de aanleg van het Suezkanaal in 1869 lag Ethiopië in ieder geval langs een belangrijke zeehandelsroute. De Nederlandse regering liet zich inmiddels door een ambassadeur in bijzondere zending vertegenwoordigen, wat zoveel betekent als dat er een vertegenwoordiger uit een naburig land richting Ethiopië werd gestuurd als daar aanleiding voor was. Verder trok in 1916 een Nederlandse Lazarist naar Noord-Ethiopië om onder de paraplu van de Franse Lazaristen tien jaar in het land te verblijven.
In 1930 reisde een Nederlandse delegatie af naar Ethiopië om de kroning van Haile Selassie bij te wonen. De officiële Nederlandse delegatie werd geleid door de diplomaat jhr. H.M. van Haersma de With. Hij werd op zijn missie vergezeld door onder anderen B.Ph. baron van Harinxma thoe Slooten, die zijn ervaringen later zou vastleggen in het boek Dwars door Abessinië. In 1935-1936 participeerde Nederland in de sancties die de Volkenbond aan Italië oplegde naar aanleiding van zijn inval in Ethiopië.
Pas na de Tweede Wereldoorlog beginnen de betrekkingen tussen Nederland en Ethiopië iets voor te stellen. Daarbij speelden gek genoeg de ontwikkelingen rond de onafhankelijkheid van Indonesië een grote rol. De onafhankelijkheid van Indonesië betekende ook het einde van de aanwezigheid van de Handelsvereniging Amsterdam (HVA) daar. De HVA besloot zich daarom te vestigen in Ethiopië om suikerriet te verbouwen. Tot in de jaren zeventig (toen het bedrijf door de communisten genationaliseerd werd) groeide de HVA Ethiopia uit tot het grootste buitenlandse bedrijf in Ethiopië.
Nederland had voor de Tweede Wereldoorlog geen gezantschap en zelfs geen consulaat in Ethiopië. Pas in 1950 vestigde Nederland een gezantschap in Addis Abeba. In 1954 bracht keizer Haile Selassie een bezoek aan Nederland, en in 1969 bezochten koningin Juliana, prins Bernhard en prinses Beatrix Ethiopië. Tussen Juliana en Selassie ontstond een vriendschap. In de jaren vijftig vestigden de Nederlandse Lazaristen zich ook onafhankelijk van de Fransen in het land, nu in het zuidwesten. De communistische revolutie uit 1974 bracht de betrekkingen tussen Nederland en Ethiopië terug naar het nulpunt.
Geschiedenis van:
Algerije · Angola · Benin · Botswana · Burkina Faso · Burundi · Centraal-Afrikaanse Republiek · Comoren · Congo-Brazzaville · Congo-Kinshasa · Djibouti · Egypte · Equatoriaal-Guinea · Eritrea · Ethiopië · Gabon · Gambia · Ghana · Guinee-Bissau · Guinee-Conakry · Ivoorkust · Kaapverdië · Kameroen · Kenia · Lesotho · Liberia · Libië · Madagaskar · Malawi · Mali · Marokko · Mauritanië · Mauritius · Mozambique · Namibië · Niger · Nigeria · Oeganda · Rwanda · Sao Tomé en Principe · Senegal · Seychellen · Sierra Leone · Soedan · Somalië · Somaliland · Swaziland · Tanzania · Togo · Tsjaad · Tunesië · Westelijke Sahara · Zambia · Zimbabwe · Zuid-Afrika · Zuid-Soedan
Noord-Afrika · West-Afrika